# Хлыстов, Виктор Викторович
Виктор Викторович Хлыстов (род. 29 июля 1956 года, п. Кошки Кошкинского района, Куйбышевской области) — российский политик, мэр/глава администрации городского округа Сызрань (2004 — 2013 год).
В период работы в должности главы города Сызрань, журналисты называли теневым мэром, депутата СГД президента ГК «Криста» Владимира Симонова.

## Биография
Окончил химико-технологический факультет Куйбышевского политехнического института. По распределению райкома комсомола был направлен на Новокуйбышевский нефтеперерабатывающий завод.
С 1979 по 2004 год — мастер, старший инженер-технолог, заместитель главного технолога «Сызранского завода пластических масс», при заводском парткоме был членом КПСС.  В 1994 году завод был приватизирован главой группы «Криста», сызранским предпринимателем Владимиром Симоновым в частную собственность с новым названием «Сызранский ОАО Пластик», в котором Виктор Хлыстов занял должность заместителя генерального директора по качеству и впоследствии стал председателем совета директоров.
В 2004 году избран мэром города Сызрани, обойдя во втором туре выборов действующего градоначальника Василия Янина с разрывом в 15 голосов. 7 октября состоялась инаугурация Виктора Хлыстова в Мэры Сызрани.
12 октября 2008 года депутат одномандатного избирательного округа № 1, 16 октября на заседании Сызранской городской думы 5-го созыва единогласно был избран её председателем, 20 октября состоялась инаугурация Виктора Хлыстова в должность главы администрации городского округа Сызрань.
17 апреля 2013 года губернатор Самарской области Николай Меркушкин в рамках проекта «На связи с Губернатором» на встрече с жителями Сызрани предложил Виктору Хлыстову добровольно уйти в отставку с поста главы города, но Хлыстов отказался.
26 марта 2005 года по 26 июня 2013 год секретарь сызранского отделения партии Единая Россия, член партии с 2003 года.
С 2013 года вице-президент ГК «Криста», генеральный директор управляющей компании ООО УК «Криста».

## Семья
Женат,  двое сыновей старший Андрей — соучредитель ООО «Оборудование и Оснастка». Младший Вадим окончил тот же самый факультет, на котором учился его отец Виктор Хлыстов.